# Songdo (strand)

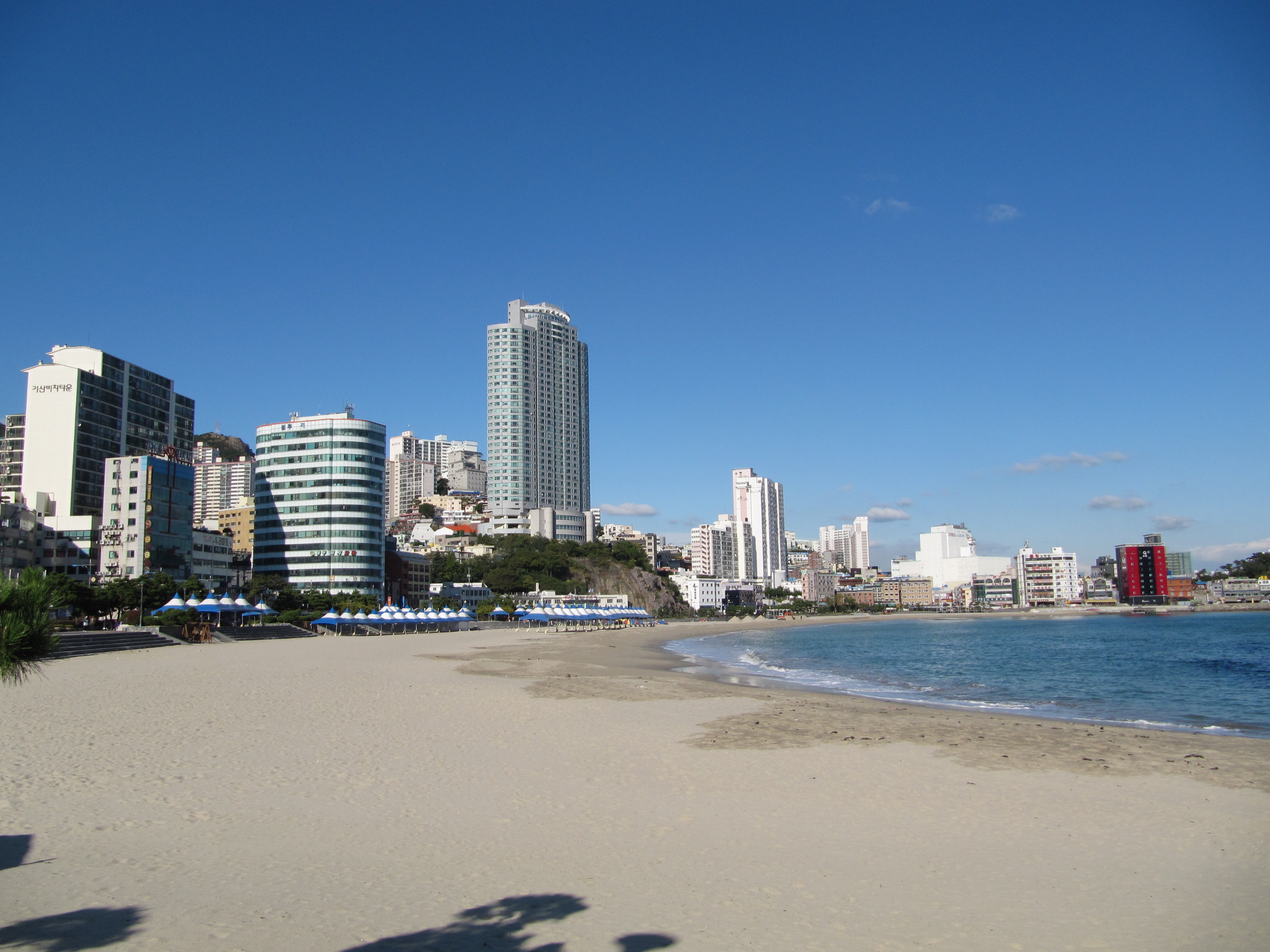
Songdo

Songdo is een strand met een lengte van ongeveer 750m in het stadsdeel Seo-gu, in het zuidwesten van de Zuid-Koreaanse stad Busan. De naam verwijst vermoedelijk naar een naaldbomenbos op deze locatie in het verre verleden. Songdo was het eerste publieke strand van Korea, en werd in 1913 geopend door Japanners die destijds in Busan woonden.
In de jaren 80 van ging het strand sterk achteruit door het verlies van zand voor de bouw en door diverse typhonen. In 2000 werd er begonnen met een grootschalige verbetering van het strand welke in 2007 klaar was.

## Waterval
Aan de weg langs het strand bevindt zich de (kunstmatige) Songdo-waterval.